# Jeu de Robin et Marion
A Jeu de Robin et Marion (Robin és Marion játéka) állítólag a legkorábbi francia világi darab, amelynek a zenéjét 1282–1283 körül írta Adam de la Halle. Abban az időben előadták az Anjou-udvarban, Nápolyban.

## A történet és a zene
A történet egy francia középkori műfajnak a dramatizálása, a pastourelle-nek. Ez a műfaj egy pásztorlány és egy lovag találkozását meséli el. Adam de la Halle verziójában nagy hangsúly van fektetve Marion és kedvese, Robin tevékenységére. 
A történet régi, pikárd nyelvű párbeszédekből áll, ezt a nyelvet használták Adam de la Halle szülőfalujában; ezen kívül rövid, refrénszerű dalok is beékelődtek a szövegbe. A daloknak népzenei stílusa van, és sokkal spontánabbak, mint a szerző bonyolult zenéi. 

## Keletkezése
Adam Robin és Marion játékát I. Károly nápolyi király Anjou-udvara számára írta. Eredetileg II. Róbert szolgálata miatt ment Nápolyba. A darab először ott volt bemutatva, és azt sugallta, hogy a választott műfaj különösen megrendítő az udvar hazavágyó francia tagjai számára. 
Bár nagy a kísértés, hogy összekapcsoljuk a Robin és Marion játékának szereplőit Robin Hood és Maid Marian történetével, nincs igazolt kapcsolat a kettő között. Ami világos, az a karakterek hasonló korabeli társadalma, illetve a képzelet világába való menekülés motívuma.